# Дерил Слај
Дерил Слај (енгл. Darryl Sly; Колингвуд, 3. април 1939 − 28. август 2007) био је професионални канадски хокејаш на леду који је током играчке каријере играо на позицијама одбрамбеног играча. 
Као члан сениорске репрезентације Канаде освојио је сребрну медаљу на ЗОИ 1960. у Скво Валију. Годину дана касније са репрезентацијом је освојио титулу светског првака на СП 1961. у Швајцарској. 
Као професионалац одиграо је 79 утакмица у НХЛ лиги играјући за Ванкувер канаксе, Торонто мејпл лифсе и Минесота норт старсе.Играо је још 11 сезона за Рочестер американсе у АХЛ-у и 7 сезона за екипу Бери флајерса у хокејашкој лиги Онтарија. 